# Чулай (аеропорт)
Міжнародний аеропорт Чулай (в'єт. Sân bay Quốc tế Chu Lai), (IATA: VCL, ICAO: VVCL) — в'єтнамський комерційний аеропорт, що розташований неподалік від містечка Нуїтхань (Núi Thành), за 30 кілометрів на південний схід від столиці провінції Куангнам міста Тамко.

## Історія
Під час В'єтнамської війни аеродром використовувався як база частинами Корпусу морської піхоти США. Після захоплення Сайгону аеродром був практично покинутий і зрідка використовувався для проміжних посадок військових літаків.
22 березня 2004 почалося будівництво будівлі пасажирського терміналу, який було введено в експлуатацію рівно рік потому, і у той же день аеропорт прийняв перший комерційний рейс з хошимінського Міжнародного аеропорту Таншоннят.
У 2008 році Міжнародний аеропорт Чулай був найбільшим в'єтнамським аеропортом за площею (30 квадратних кілометрів).

## Модернізація
Наприкінці 2000-х років уряд В'єтнаму прийняв інвестиційний план з модернізації та розвитку Міжнародного аеропорту Чулай. Відповідно до затвердженого проєкту будуть проведені роботи по реконструкції головної будівлі пасажирського терміналу, обох злітно-посадкових смуг, довжина яких буде доведена до 3800 і 4000 метрів, а ширина становитиме 60 метрів для кожної смуги. Проєкт передбачає також організацію 25 стоянок для літаків до 2015 і 46 стоянок до 2025 року, а також повну реконструкцію привокзального комплексу з організацією автомобільних стоянок і двох залізничних станцій. Загальний бюджет урядового проєкту становить 11 470 млн в'єтнамських донгів (близько 700 млн доларів США). До закінчення робіт з реалізації даного проєкту максимальна пропускна здатність аеропорту Чулай складе 4 млн пасажирів на рік.

## Авіакомпанії й пункти призначення
| Авіакомпанія                 | Місто прибуття (аеропорт) |
| ---------------------------- | ------------------------- |
| Vietnam Air Services Company | Хошимін                   |
| Vietnam Airlines             | Ханой                     |